# Wadersloh

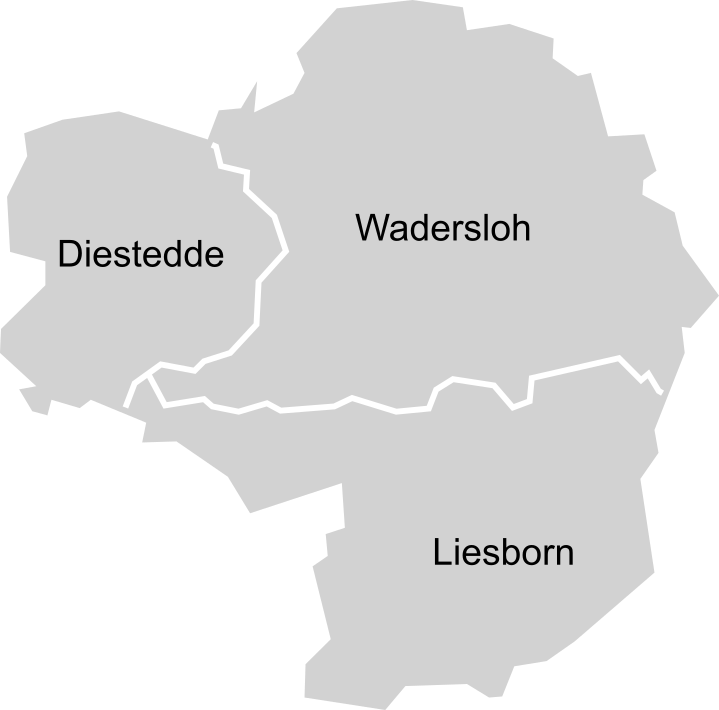
Ortsteilkarte von Wadersloh

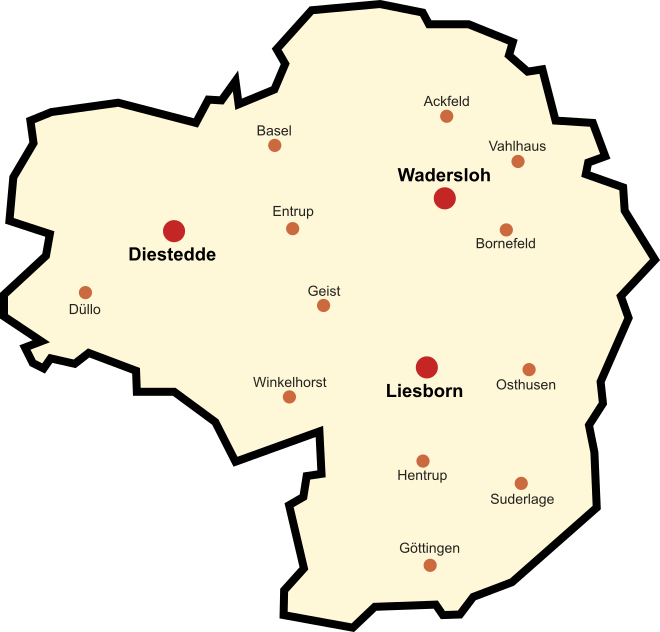
Ortsteile (rot) und Bauerschaften (orange) von Wadersloh

Wadersloh ist eine Gemeinde im südöstlichen Teil des Kreises Warendorf in Nordrhein-Westfalen. Die Gemeinde Wadersloh besteht aus den drei Dörfern Wadersloh, Diestedde und Liesborn.

## Geografie
Im Südosten grenzt die Gemeinde Wadersloh an die Stadt Lippstadt, im Südwesten an die Gemeinde Lippetal. Größere Städte in der Umgebung der Gemeinde Wadersloh sind neben Lippstadt das westlich gelegene Beckum und die Großstadt Hamm, im Nordwesten die Großstadt Münster, im Nordosten Rheda-Wiedenbrück und die Großstadt Bielefeld, welche gleichzeitig die größte Stadt im näheren Umfeld der Gemeinde darstellt, und im Südwesten Soest.

### Gewässer
Die südöstliche Gemeindegrenze bildet die Lippe und die östliche Gemeindegrenze ihr Nebenfluss Glenne. Das Hauptgewässer der Gemeinde ist die Liese, die im Ortsteil Diestedde Liesebach und Mühlenbach, im Ortsteil Wadersloh Rottbach und im Ortsteil Liesborn Liese genannt wird und in die Glenne mündet. Zuflüsse zum Liesebach (bzw. Mühlenbach, Rottbach, Liese) sind Maybach, Oenkhausgraben, Boxelbach, Halsterbirke, Biesterbach mit Biestergraben und Krähenbach sowie Bergwiesenbach mit Merschbach und Risselbach. Weitere Bäche sind Baagebach, Kleybach und Landgraben. Die genannten Flüsse und Bäche gehören alle zum Einzugsgebiet des Rheins. Die nördliche Gemeindegrenze wird vom Fortbach gebildet, der zum Einzugsgebiet der Ems gehört.

### Gemeindegliederung
Zur Gemeinde Wadersloh werden folgende Ortsteile gezählt: Liesborn mit den Bauerschaften Göttingen, Hentrup, Osthusen, Suderlage und Winkelhorst, Diestedde mit Altendiestedde, Düllo und Entrup und die Kernstadt Wadersloh mit Ackfeld, Basel, Bornefeld, Geist und Vahlhaus.

## Urgeschichte
Bei einem Baggersee in Wadersloh wurden vor allem zwischen 1997 und 2001 etwa 900 steinzeitliche Artefakte zutagegefördert. Der Standort wurde wahrscheinlich von Neandertalern benutzt, entweder wiederholt oder über einen längeren Zeitraum, um eiszeitliche Säugetiere zu zerlegen, Rohstoffe zu sammeln und Steinwerkzeuge herzustellen. Die strategische Lage des Standortes zwischen einem Hügel (Wadersloher Platte) und der Ur-Lippe, einem Flusssystem der Weichsel-Kaltzeit, zeigt, dass die Umgebung ein wichtiges Jagdrevier war.

## Geschichte
Im Jahr 1187 wurde Wadersloh erstmals urkundlich erwähnt. Wadersloh als Kirchspiel mit seinen Bauerschaften ist allerdings wesentlich älter. Man kann wohl davon ausgehen, dass die Wadersloher Bauerschaften und auch der Standort der Kirche in die sächsischfränkische Zeit (9. Jahrhundert) zurückreichen.
Das Münsterland war bis weit ins Mittelalter hinein ein großes Waldland mit vielen kleinen Siedlungsinseln. In der Regel waren es einige Höfe, die in Sichtweite zueinander lagen. Der Haupthof gab einer solchen Ansiedlung in der Regel den Namen. Zwischen diesen Hofgruppen und ihren Ackerflächen lag der Wald – dieses Waldland steckt auch hinter der Namensendung -lo oder -loe, die sich auch bei vielen Namen dieses Raumes findet, so auch im Namen Wadersloh.
Die Namen Bozo und Bardo gelten als die Gründer des adeligen Damenstifts und späteren Klosters Liesborn. Es spricht einiges dafür, dass sie gegenüber dem Stromberg einen Haupthof besaßen, der einer Bauerschaft den Namen Bardesloe gab. Dieser Name (durch Lautverschiebung) Wardesloe muss auch bei der Kirchgründung eine Rolle gespielt haben, denn der Kirchort hieß von Anfang (der Schriftlichkeit) an Warsloe (1193), Wadersloe (1217), Wardesloe (1498). Wadersloh dürfte von Anfang an ein Kirchdorf gewesen sein, mit der Kirche als Zentrum, von der aus die Straßen und Kirchwege radialstrahlig in die Bauerschaften liefen.
Die Menschen waren Handwerker und Händler, die in der Regel auch selbst eine kleine Landwirtschaft betrieben. Als es im 11. und 12. Jahrhundert langsam wärmer wurde (Klimaoptimum), wurden die Ernten besser und die Bevölkerung nahm erheblich zu; auch die Erfindungen in der Landwirtschaft trugen dazu bei. Städte (wie Lippstadt) wurden gegründet und die Kirchdörfer wuchsen.
So kam es Ende des 12. Jahrhunderts zu einer Neuordnung in der Verwaltung des Bistums Münster. Bischof Hermann II. von Katzenelnbogen ordnete die Kirchspiele neu und unterstellte Wadersloh dem Archidiakonat des Propstes von St. Martini in Münster. In diese Zeit fiel auch die Errichtung einer Steinkirche.
Dem Klimaoptimum folgte im 14. Jahrhundert eine „kleine Eiszeit“, die Ernten wurden schlechter und die Pest dezimierte die Einwohnerschaft und suchte Dörfer und Städte in den folgenden Jahrhunderten immer wieder heim. Viele Höfe verfielen und Armut und Hunger machten sich breit. Fehden und Kriege taten ein Übriges. Die Grenzlage Waderslohs war ein großer Nachteil, durchziehende Truppen nahmen, was sie bekommen konnten, plünderten und brandschatzten. Zu Beginn des 19. Jahrhunderts waren große Teile des Münsterlandes ein Armenhaus.
Diese Situation besserte sich mit der Industrialisierung und der Entstehung der städtischen Ballungsräume. Durch den Bahnanschluss 1898 wurden auch die Arbeitsplätze in Beckum und Lippstadt erreichbar. Bis 1945 blieb Wadersloh aber ein von der Landwirtschaft geprägtes Dorf.
Am 1. April 1898 wurde die Gemeinde Benteler durch Ausgliederung aus Wadersloh neu gebildet.
Die heutige Gemeinde Wadersloh wurde am 1. Januar 1975 aus den ehemals eigenständigen Gemeinden Wadersloh, Liesborn (ohne den Gemeindeteil Bad Waldliesborn) und Diestedde gebildet. Zuvor hatten diese zum 1975 aufgelösten Amt Liesborn-Wadersloh gehört.

### Archiv
1972 ging das Archiv des damaligen Amtes Liesborn-Wadersloh in das Kreiszentralarchiv Warendorf über. Dort liegt es bis heute.

## Politik

### Gemeinderat
Der Gemeinderat setzt sich seit der Kommunalwahl 2020 wie folgt zusammen:
| Partei/Liste | CDU | SPD | FWG | FDP | AfD | Gesamt |
| 2020         | 17  | 6   | 6   | 2   | 1   | 32     |

### Bürgermeister
Im August 2009 wurde Christian Thegelkamp mit knappem Vorsprung zum neuen Bürgermeister gewählt, er setzte sich dabei gegen Amtsinhaber Theo Westhagemann durch. Im Mai 2014 und im September 2020 wurde Thegelkamp wiedergewählt.

### Gemeindepartnerschaften
- Seit den 1990er Jahren unterhält Wadersloh Gemeindepartnerschaften mit Faulungen in Thüringen sowie Marcillat-en-Combraille und Néris-les-Bains in Frankreich.[9]

### Wappen
| Wappen von Wadersloh | Blasonierung: „Über einem goldenen (gelben), mit einer halben roten Rose mit goldener (gelber) Butze belegten Schildfuß in Rot drei goldene (gelbe) Abtkrümmen.“ |
| Wappen von Wadersloh | Wappenbegründung: Das am 10. Februar 1977 (gemeinsam mit dem Banner) vom nordrhein-westfälischen Innenminister verliehene Wappen erinnert durch die Rose an die Edelherren von Lippe, welche Vögte des Klosters Liesborn gewesen waren, woran auch die Abtskrümmen erinnern, die gleichzeitig auf die drei Ortsteile hinweisen. Die halbe Rose kam bereits in einem Wadersloher Kirchensiegel von 1538 vor. |

### Banner

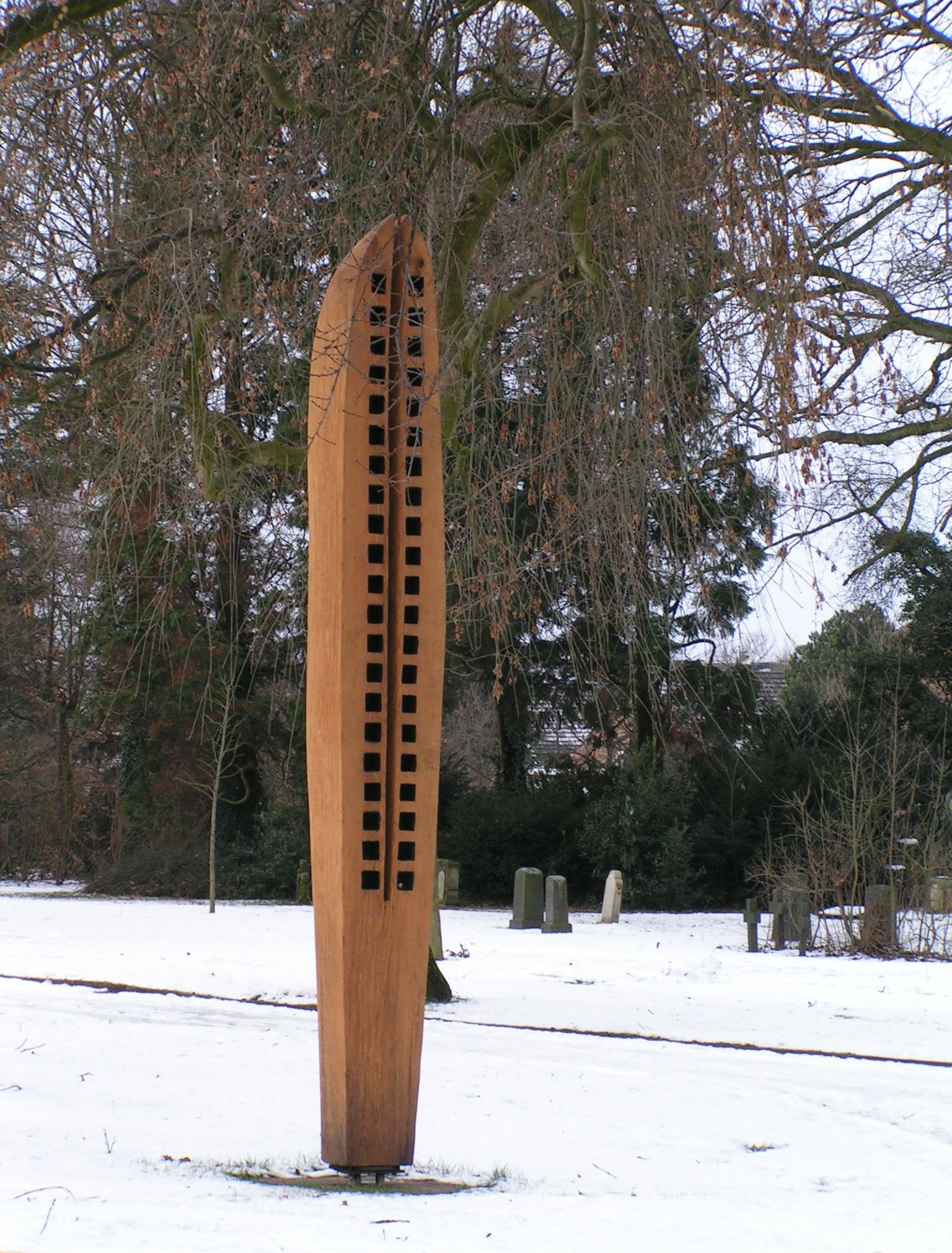
Holzskulptur von Gordon Brown in Wadersloh

|  | 00Banner: „Das Banner ist rot-gelb-rot im Verhältnis 1:3:1 längsgestreift, in der oberen Hälfte der mittleren Bahn der Wappenschild der Gemeinde.“ |

## Architektur
Im Ort gibt es die denkmalgeschützte Pfarrkirche St. Margareta in Wadersloh sowie die Abtei Liesborn in Liesborn und das  Wasserschloss Crassenstein in Diestedde.

## Wirtschaft
Ein weltweit bekanntes Produkt aus Wadersloh sind die roten Feuerlöscher der Firma Gloria mit Sitz im Hauptort Wadersloh. Weitere Unternehmen sind die Firma Gödde-Beton-Liesborn (GBL), die Firma Laukötter Druckguss sowie die Firma Westag & Getalit, die mit Hauptsitz in Rheda-Wiedenbrück ihr größtes Zweitwerk in Wadersloh betreibt.

## Schulen
In Wadersloh gibt es zwei weiterführende Schulen. Das Gymnasium Johanneum Wadersloh sowie die Sekundarschule Wadersloh. In jedem der drei Ortsteile befindet sich eine Grundschule.

## Persönlichkeiten
- Franz Bornefeld-Ettmann (1881–1961), Politiker (Zentrum), Reichstagsabgeordneter
- Hermann Stammschröer (1890–1957), katholischer Geistlicher und im KZ Dachau inhaftiert
- Anton Bornefeld (1898–1980), katholischer Priester und ein entschiedener Gegner des Nationalsozialismus
- Fritz-Werner Hoberg (1913–1994), Amtsbürgermeister und Landtagsabgeordneter
- Rita Süssmuth (* 1937), deutsche Politikerin (CDU), wuchs in Wadersloh auf
- Josef Klenner (* 1949), Präsident des Deutschen Alpenvereins (DAV)
- Heinz Knüwe (* 1956), ehemaliger deutscher Fußballprofi und Fußballtrainer
- Bernhard Gerwert (* 1953), Vorstand EADS, CEO von Airbus Defence and Space und Präsident des Bundesverband der Deutschen Luft- und Raumfahrtindustrie